# رود فيسر
رود فيسر هو سياسي كندي، ولد في 1964 بكامبل ريفر في كندا. حزبياً، نشط في BC United ‏.